# ヤドヴィガ・ワイス
ヤドヴィガ・ワイス（Jadwiga Wajs、1912年1月30日 - 1990年2月1日）は、ポーランドの陸上競技選手。円盤投の選手として1932年ロサンゼルスオリンピックと1936年ベルリンオリンピックに出場。ロサンゼルス大会では38m74の記録で、アメリカのリリアン・コープランド、ルス・オズボーンに次いで銅メダルを獲得した。次のベルリン大会では、46m22の記録でドイツのギーゼラ・マウアーマイヤーに次いで銀メダルを獲得した。